# Grosse Dame de Saliagos
La Grosse Dame de Saliagos (également connue sous le nom de La Dame nue de Saliagos) est une figure en marbre de la période néolithique égéenne provenant de Saliagos, entre Páros et Antíparos.
La figure date d'environ 5000 à 4000 av. J.-C. et est la plus ancienne statue cycladienne connue. La tête et d'épaule gauche sont manquants.

## Histoire
Elle a été découverte lors des fouilles de Saliagos en 1964/1965 effectuées par John Davies Evans et Colin Renfrew,.

## Conservation
La Grosse Dame est conservée au Musée archéologique de Paros.